# Władisław Bugiera
Władisław Bugiera (ur. 24 stycznia 1971 w Ufie) – rosyjski filozof, naukowiec, publicysta polityczny i lewicowy działacz społeczno-polityczny. Doktor nauk filozoficznych, profesor Wydziału Filozofii Ufijskiego Państwowego Naftowego Uniwersytetu Technicznego, członek sekcji „Materialistyczna dialektyka-naukowy ateizm” Rosyjskiego Towarzystwa Filozoficznego. Jest pochodzenia ukraińskiego.
W latach 1994-96 był doradcą stowarzyszenia związkowego «Opór Robotniczy» (we współpracy ze Stanisławem Markełowem).

## Życiorys
Urodził się 24 stycznia 1971 r. w Ufie. Jego starszym bratem jest M. E. Bugiera.
W latach 1988–1993 studiował na Wydziale Filozofii Kijowskiego Uniwersytetu Państwowego.
Od lutego 1996 r. wykłada na USNTU, od lipca 2002 r. jest profesorem nadzwyczajnym Wydziału Filozofii USNTU, od lutego 2010 r. － profesorem Wydziału Filozofii USNTU.
W 2001 roku w Moskiewskim Uniwersytecie Państwowym imienia M.W. Łomonosowa pod kierownictwem naukowym doktora habilitowanego Republiki Baszkortostanu profesora R. B. Kamajewa obronił pracę na stopień doktora filozofii na temat "Nietzscheanizm jako zjawisko społeczne: jego istota i rola społeczna. Badania społeczne i filozoficzne" (specjalność 09.00.11 - Filozofia społeczna).
W lipcu 2002 r. odbył zaawansowane szkolenie z teorii poznania na Uniwersytecie Środkowoeuropejskim.
W 2004 roku otrzymał tytuł profesora nadzwyczajnego.
W 2006 roku na Moskiewskim Uniwersytecie Państwowym im. Łomonosowa obronił pracę naukową na stopień doktora habilitowanego filozofii na temat "Stosunki własności i zarządzanie jako niezbędne formy działalności człowieka" (specjalność 09.00.11 - Filozofia społeczna). Oficjalnymi oponentami byli doktorzy habilitowani nauk filozoficznych V. P. Lenshin, A. V. Nazarchuk, Y. A. Yushchenko. Profesor Hillel Ticktin z Uniwersytetu w Glasgow i profesor Susan Weissman z St Mary's College of California[en] przedstawili pozytywne recenzje; R. I. Kosolapov aktywnie uczestniczył w dyskusji na temat pracy naukowej.
W latach 2006–2009 był zastępcą przewodniczącego baszkirskiego oddziału Rady Naukowej Metodologii Sztucznej Inteligencji Rosyjskiej Akademii Nauk (SCMAI RAS).
W 2008 r. rozmowa Bugiery z pisarzem i filozofem E. A. Bajkowem została opublikowana w nr 44 Listy Johnsons Russia[en].
Autor około 100 publikacji naukowych i edukacyjnych, w tym 3 monografii. Główne prace: "Własność i zarządzanie" (2003), "Społeczna istota i rola filozofii Nietzschego" (2004), "Istota człowieka" (2005). Kompilator, tłumacz i redaktor zbioru artykułów autorów z Rosji i USA "Materializm historyczny w XXI wieku: potrzeba odnowy" (2005), współautor monografii zbiorowej "Filozoficzne i stosowane zagadnienia metodologii sztucznej inteligencji" (2009).
Bliski przyjaciel S. Y. Markelova.
Uczestnik programu "Star Club" w Radio Sputnik FM, seminarium metodologicznego "Problem uzasadnienia wiedzy" na Wydziale Filozofii i Socjologii Baszkirskiego Uniwersytetu Państwowego. Współpracuje z Młodzieżowym Uniwersytetem Współczesnego Socjalizmu (MUSS).

## Poglądy teoretyczne
W. Е. Bugiera jest zaangażowany w rozwój problematyki kultury ekonomicznej w filozofii rosyjskiej. Na podstawie materializmu historycznego Bugiera próbował wyjaśnić rozwój człowieka postępujący nie tylko poprzez rozwój stosunków społecznych, ale przede wszystkim poprzez rozwój stosunków gospodarczych i własności.
Idee Bugiery zostały omówione w pracach wielu autorów z Rosji i innych krajów. Znany anglo-amerykański badacz, autor książki "Russian Fascism: Traditions, Trends, Movements", Stephen D. Shenfield, przypisuje poglądy Bugery postmarksistom, a niemiecki politolog Andreas Umland uważa Bugierę za neomarksistę. G.E. Belonogov uważa Bugierę za "przedstawiciela nowej generacji filozofów materialistycznych", a Eduard Baikov za założyciela nowej szkoły filozoficznej. Encyklopedia Baszkirska odnotowuje oryginalną antropologiczną koncepcję marksizmu stworzoną przez W.E. Bugierę, a także wskazuje między innymi, że jego badania naukowe poświęcone są problemom filozofii marksistowskiej.
Opierając się na podejściu klasowym, W. E. Bugiera definiuje nazizm i stalinizm jako dwa zrealizowane warianty nietzscheańskiej koncepcji społeczeństwa, a także wskazuje, że idee Friedrich Wilhelm Nietzsche stały się teoretyczną podstawą rasowej i radykalno-nacjonalistycznej polityki nazistowskich Niemiec.
Własność i zarządzanie
Główne idee książki "Property and Governance":
1. Relacje własności to relacje nie między ludźmi a rzeczami, ale między ludźmi o rzeczach, warunkujące społeczne możliwości zarządzania praktycznymi działaniami i rzeczami zaangażowanymi w proces tych działań. Relacje własności określają, kto zarządza kim (lub czym) i w jakim zakresie. Stosunki własności są matrycą, na podstawie której nieustannie odtwarzane są różne stosunki i akty zarządzania, różne akty praktycznej działalności, cała ludzka kultura w ogóle, psychika jednostek, grup ludzi i całej ludzkości. Chociaż stosunki własności są pierwotne, a stosunki zarządzania są wtórne, możemy poznać stosunki własności tylko na podstawie poznania stosunków zarządzania. Jeśli porównamy społeczeństwo do żywego organizmu, a relacje zarządzania do komórek, to relacje własności są chromosomami i genami tych komórek. Geny są pierwotne, a komórka wtórna, ale badanie genów jest możliwe tylko na podstawie badania komórki.
2. Relacje zarządzania są podstawą prawie wszystkich relacji społecznych, z wyjątkiem relacji własności. Badając osobliwości relacji zarządzania i własności, można wyjaśnić strukturę i rozwój każdego społeczeństwa (tak jak strukturę i rozwój żywego organizmu można wyjaśnić, badając jego żywą komórkę).
3. Bugiera konkretyzuje ideę Marksa, że istotą człowieka jest całość stosunków społecznych: istotą człowieka jest przede wszystkim całość stosunków własności i zarządzania. Studiując stosunki własności i zarządzania w ich rozwoju, poznajemy wszystkie sfery ludzkiej egzystencji: od produkcji, dystrybucji i konsumpcji dóbr materialnych po seksualność i wychowanie dzieci, od religii i sztuki po twórczość naukową, od zdrowej i chorej psychiki po rozwój ludzkiej mowy.
4. Bugiera wyróżnia trzy główne typy relacji zarządzania: indywidualne (członkowie grupy nie kontrolują nawzajem swoich działań), autorytarne (pionowa koordynacja działań w grupie, przełożony i podwładni) i kolektywne (koordynacja pozioma, członkowie grupy są równi i kierują się nawzajem w kierunku wspólnego celu). Odpowiadają im relacje własności indywidualnej, autorytarnej i kolektywnej. Bugiera uważa, że te trzy typy relacji zarządzania (i odpowiadające im trzy typy relacji własności) są obecne w każdej grupie - od dwóch jednostek do całej ludzkości. Pytanie dotyczy proporcji i przyczyn zmian tych proporcji. Bugiera uważa, że badanie tych aspektów pozwala zrozumieć i wyjaśnić tajemnice ludzkiej egzystencji.

Istota człowieka
W swojej monografii "Istota człowieka" Bugiera rozwinął koncepcję wyzysku jako "autorytarnego zarządzania" procesami dystrybucji sił wytwórczych i dóbr konsumpcyjnych.
- Dostarcza dowodów na to, że pośrednik handlowy - kupiec - potajemnie działa jako "autorytarny" organizator procesów dystrybucji dóbr materialnych nie mniej niż bankier lub główny producent - nabywca siły roboczej innych ludzi (rozdział 2).

- Pokazuje, że patriotyzm klas wyzyskiwanych jest połączeniem ich samooszukiwania się i oszukiwania ze strony wyzyskiwaczy (rozdział 5).
- Opiera się na badaniach wielu psychologów, aby uznać homoseksualność za zjawisko heterogeniczne, wynikające nie z dziedziczności, ale z kombinacji relacji kontroli w niektórych typowych małych grupach i, bardziej ogólnie, w społeczeństwach, które reprodukują takie grupy.

- Konsumpcja wysokiej jakości produktów kultury masowej może zachęcać konsumentów do kreatywności[29].

- Ogólna socjologiczna koncepcja "władzy" została poddana analizie[30].

W pracach "Istota człowieka" (rozdz. 3) i "Własność i zarządzanie" (rozdz. 3) Bugiera argumentuje, że w ZSRR i niektórych innych krajach w XX wieku funkcjonował neoazjatycki sposób produkcji, który w swoich stosunkach produkcji jest podobny do azjatyckiego sposobu produkcji, ale opiera się na jakościowo innym poziomie rozwoju sił wytwórczych. Podjęto próbę zbadania struktury klasowej neoazjatyckiej formacji społeczno-gospodarczej i prawidłowości jej rozwoju.
Komputeryzacja
Bugiera postrzega komputeryzację produkcji jako materialny warunek wstępny rewolucji socjalistycznej i uważa proletariat post-NTR za awangardę ludzkości w procesie przejścia do społeczeństwa bezklasowego. Częściowo odzwierciedla to pogląd znanego ekonomisty P. Druckera: "'pracownicy wiedzy' nie staną się większością w 'społeczeństwie wiedzy', ale ... już stali się jego wiodącą klasą." Jest to pogląd znanego ekonomisty P. Druckera.
Krytyka "brzytwy Ockhama"
Krytykując brzytwę Ockhama jako uniemożliwiającą tworzenie hipotez, a tym samym zagrażającą kreatywnemu myśleniu, Bugiera proponuje w zamian "bezpieczną brzytwę z czterema ostrzami" - system czterech zasad logicznie ze sobą powiązanych:
1. Nie należy niepotrzebnie mnożyć bytów, ale dopuszczalne jest zakładanie istnienia nowych stron tego samego bytu, nawet gdy konieczność takiego założenia nie wydaje się przekonująca.
2. Pierwotnych przyczyn zjawisk nie należy szukać na niższym poziomie strukturalnym rzeczywistości niż ten, na którym istnieje byt, w którym zjawisko się realizuje. Należy ich szukać albo na tym samym, albo na wyższym poziomie strukturalnym rzeczywistości.
3. Jeśli teoria wyjaśnia pewną konsekwencję za pomocą przyczyny mniej szczegółowej niż sama konsekwencja, teoria ta będzie realna tylko wtedy, gdy spełniony zostanie następujący warunek: jeśli następnie do tej teorii zostanie włączony nowy, bardzo odmienny opis i zrozumienie przyczyny wyjaśniającej wspomnianą konsekwencję lub jeśli do tej teorii zostaną włączone nowe, wcześniej nieobecne przyczyny, wyjaśniające tę konsekwencję wraz z lub nawet zamiast poprzednio podanej przyczyny, teoria ta nadal pozostanie sama we wzajemnym powiązaniu z poprzednio podaną przyczyną.
4. Koncepcja, w której zakłada się, że przyczyny rzędu mentalnego (w tym duchowego) są podstawowymi przyczynami wyjaśnianego zjawiska, nie jest kompletna nie tylko jako teoria, ale nawet jako hipoteza[35][36].

## Dorobek
Dysertacje
- Bugiera, W. E. Nietzscheanizm jako zjawisko społeczne: jego społeczna istota i rola: studium społeczno-filozoficzne. www.nietzsche.ru. Data dostępu: 25 grudnia 2019 r. : dysertacja ... doktor nauk filozoficznych : 09.00.11. - Ufa, 2000. - 156 s.
- Bugiera, W. E. Stosunki własności i zarządzania jako niezbędne formy działalności człowieka. www.lib.ua-ru.net. www.lib.ua-ru.net. Data dostępu: 25 grudnia 2019 r. Zarchiwizowano od oryginału w dniu 5 marca 2016 r: Dissertation. ... Dr. hab. filos. nauki : specjalność 09.00.11 <Filozofia społeczna> / Bugera Vladislav Evgenievich; Moskiewski Uniwersytet Państwowy imienia M. W. Łomonosowa. - М.: 2005. - 379 s.

Monografie
- Bugiera, W. E. Społeczna istota i rola filozofii Nietzschego. eretik-samizdat.blogspot.ru. Data wystąpienia: 25 grudnia 2019 r. - Ufa: Izdvo AN Republiki Baszkortostanu "Gilem", 2004. - (nakład 400 egz., ISBN 5-7501-0465-6); - M.: KomKniga, 2005 (nakład 500 egz., ISBN 5-484-00120-X); - M.: KomKniga, 2010 (wyd. stereotypowe, nakład 500 egz., ISBN 978-5-484-01062-2). (Recenzenci: Y. I. Semenov, V. I. Metlov)
- Bugiera, W. E. Własność i zarządzanie: eseje filozoficzne i ekonomiczne. www.ogbus.ru. Data publikacji: 25 grudnia 2019 r. - Moskwa: Nauka, 2003. - 344 s. Nakład 500 egzemplarzy, ISBN 5-02-032777-8. (Recenzenci: Anas Chusainowicz Machmutow(inne języki), A. F. Kudryashev[39])
- Bugiera, W. E. Istota człowieka. www.dialog21.ru. Data publikacji: 25 grudnia 2019 r. - Moskwa: Nauka, 2005. - 300 s. (nakład 500 egzemplarzy, ISBN 5-02-033820-6); - Saarbrücken: LAP Lambert Academic Publishing, 2011, ISBN 978-3-8465-0845-9 (kopia. eretik-samizdat.blogspot.ru. Data adresu: 25 grudnia 2019 r.). (Recenzenci: Anas Chusainowicz Machmutow(inne języki), A. F. Kudryashev, Wadim Walerjewicz Damje(inne języki))
- Materializm historyczny w XXI wieku: potrzeba odnowy: zbiór artykułów / komp. i red. W. Е. Bugiera. - Moskwa: Sputnik+ Company, 2005. Nakład 100 egzemplarzy, ISBN 5-93406-924-1.
- Bugiera, W. E. Rozdz. 1, s. 5: Komputeryzacja działalności produkcyjnej jako jeden z niezbędnych warunków przejścia do społeczeństwa bezklasowego. // Filozoficzne i stosowane zagadnienia metodologii sztucznej inteligencji. - M.: Mashinostroenie, 2009. - s. 71-79. Nakład 500 egzemplarzy. ISBN 978-5-217-03453-6.

Artykuły
- Bugiera, W. Faszyzm społeczny. marxistparty.ru. Dostęp 25 grudnia 2019. Zarchiwizowano od oryginału w dniu 8 marca 2018 r. // Marksista. - 1994. - № 2. - s. 27-54 (przedruk w zbiorze "W walce z burżuazyjnym nacjonalizmem". libelli.ru. Data adresu: 25 grudnia 2019 r.).
- Bugiera, W. Pokrewne dusze. dialog21.ru. Data wystąpienia: 25 grudnia 2019 r. // "Istoki". - № 52 (560). - 26.12.2007. - s. 12. (kopia zatytułowana "Dostojewski i Dumas: pokrewne dusze" . leftcom.wordpress.com. Data adresu: 25 grudnia 2019 r.)
- Bugiera, W. E. Ekonomiczne przyczyny wojen XXI wieku. bagsu.webservis.ru. Data adresu: 25 grudnia 2019 r. // Ekonomia i zarządzanie: czasopismo naukowe i praktyczne. - 2008. - № 4.
- Bugiera, W. E. Wprowadzenie do filozoficznej analizy stosunków własnościowych i zarządzania // Biuletyn Akademii Nauk Republiki Baszkortostanu(inne języki). - Ufa: Akademia Nauk Republiki Baszkortostanu(inne języki) - 2004. - Т. 9. - № 3.
- Bugiera, W.E.; Shakirov, I.A. O wartości wątpliwości w poznaniu: współczesne aspekty starego pytania (po rosyjsku) // Nauki Filozoficzne(inne języki). - 2007. - № 9. - s. 129-140.
- Galliamova, A. R., Bugiera, W. E. Rozwój krytycznego myślenia studentów specjalności technicznych w procesie nauczania filozofii: znaczenie społeczne i aspekty metodologiczne. www.ogbus.ru. www.ogbus.ru. Data dostępu: 25 grudnia 2019 r. Zarchiwizowano od oryginału w dniu 4 marca 2016 r. // Elektroniczne czasopismo naukowe "Oil and Gas Business". - 2008. - № 1. ogbus.ru. Data dostępu: 25 grudnia 2019 r. Zarchiwizowano od oryginału w dniu 1 lipca 2017 r.
- Bugiera, W. E. About one actual problem of assessment of students of non-philosophical specialities in the process of teaching them philosophy.  www.ogbus.ru. // Elektroniczne czasopismo naukowe "Oil and Gas Business". - 2008. - № 1. ogbus.ru.
- Bugiera, W. E. Ekonomiczne uwarunkowania trzeciego podziału świata. www.dialog21.ru. // Elektroniczne czasopismo naukowe "Oil and Gas Business". - 2008. - № 1. ogbus.ru.
- Bugiera, W. E. Błąd Norberta Wienera, czyli jak zdefiniować pojęcie "zarządzania" // Reflexive Processes and Management. Proceedings of the VII International Symposium 15-16 October 2009, Moskwa. www.reflexion.ru. Data publikacji: 25 grudnia 2019 r. / red. V. Е. Lepsky - Moskwa: Centrum Cogito, 2009. - s. 49-52. ISBN 978-5-89353-299-9
- Bugiera, W. E., Gindullin N. F. F., Kadyrova G. F. Czym jest relacja własności i dlaczego to pytanie jest niezbędne dla rozwoju metodologii badania stosunków społecznych? // Vestnik VEGU. - № 4 (66). - 2013. - s. 11-16.
- Bugiera, W. E., Kadyrova G. F. Indywidualna i zbiorowa typologia osobowości: kwestie etyczno-filozoficzne i prawne // Eurasian Law Journal. - № 1 (80). - 2015. - s. 220-222.
- Bugiera, W. E. O kolektywistycznej przyszłości ludzkości // Problem uzasadnienia wiedzy: zbiór artykułów naukowych poświęconych 25-leciu seminarium metodologicznego na Wydziale Filozofii i Socjologii / red. A. F. Kudryashev. - Ufa: RIC BashGU, 2017. - s. 17-23. ISBN 978-5-7477-4370-0